# Kamptosoma abyssale
Kamptosoma abyssale — вид морських їжаків з родини Kamptosomatidae . Глибоководний вид, що поширений на півночі Тихого океану. Виявлений у Курило-Камчатському жолобі та у зоні розлому Кларіон-Кліппертон.

## Оригінальний опис
- Mironov, A. N. (1971) Soft sea urchins of the family Echinothuriidae collected by the R/V “Vityaz” and the “Academician Kurchatov” in the Pacific and Indian Oceans , Trudy Instituta Okeanologii Akademii Nauk SSSR. 92: 317-325